# Richilde av Provence
Richilde av Provence eller Richilde av Ardennerna, född 845, död 2 juni 910, var en tysk-romersk kejsarinna och drottning av Franken (Frankrike), Italien, Lombardiet, Burgund, Provence och Lothringen; gift med Karl den skallige.
Richilde fungerade som regent under sin makes frånvaro 876 och under interimsperioden efter hans död 877. Hon gjorde misslyckade försök att ingripa vid tronskiftena 879, 882 och 884. 

## Biografi
Richilde var dotter till Bivin av Gorze och Richeut av Arles, och syster till Boso av Provence.  
Richildes släktingar stödde den västfrankiske kungen Karl den skallige när han efter Lothar II:s död i augusti 869 hade en dispyt med den östfrankiske kungen Ludvig den tyske om uppdelningen av hans välde. I oktober samma år, bara några dagar efter döden av hans första hustru Ermentrude av Orléans, blev Richilde Karls konkubin (det vill säga de gifte sig utan en kyrklig ceremoni). Deras kyrkliga vigsel ägde rum 22 januari 870. Äktenskapet arrangerades för att legitimera Karls styre i Lothringen genom hennes familj och dess kontakter. Äktenskapet gav flera barn, av vilka endast dottern Rothild nådde vuxen ålder.

### Kejsarinna och drottning
Richilde spelade en viktig roll som kejsarinna. När hennes make reste till Italien för första gången 875 för att krönas till kejsare av påven Johannes VIII, tog Richildis över viktiga regeringsuppdrag och fungerade som ställföreträdande regent i makens frånvaro. Hon organiserade försvaret mot Ludvig den tyske, som utnyttjade Karls frånvaro för intrång i Västfrankrike, och avskedade eunucken Engelramnus, som i hemlighet hade samarbetat med Ludwig. Vid synoden i Ponthion sommaren 876 tog hon och hennes man emot de påvliga sändebuden och dyrkades tillsammans med honom av församlingen.
Richilde följde med Karl på hans andra italienska fälttåg 877 och smordes till kejsarinna av påven Johannes i september. När Karloman, son och efterträdare till Ludvig den tyske, invaderade Italien, tog hon Karls skattkista i säkerhet i klostret Saint-Maurice i Valais, som kontrollerades av hennes bror Boso. Hon förenade sig sedan med sin man, som dog i Avrieux i Savoyen i början av oktober 877.

### Senare liv
Vid Karls död i oktober 877 hamnade Richilde i en position som de facto regent under interimsperioden innan en ny kejsare kunde installeras. Hon försökte till en början hindra sin styvson Ludvig den stammande från att efterträda sin far, men inledde sedan förhandlingar och överlämnade slutligen till Ludvig i Compiègne Karls testamente och maktens insignier, vilket gjorde att Ludvig kunde efterträda Karl som monark.
När hennes styvson Ludvig dog i april 879 försökte Richilde genom sina kontakter och inflytande säkra den västfrankiska tronen åt sin bror Boso. Deras planer stöddes dock inte av den västfrankiska adeln, som vägrade att underkasta sig hennes auktoritet och istället anklagade henne för att ha begått incest med sin bror. Hon hjälpte istället sin bror att bli kung av Nedre Bourgogne (Provence) och bodde sedan i hans kungarike fram till sin död den 2 juni 910. Hon gjorde misslyckade försök att ingripa i politiken vid följande tronskiften: när Ludvig III av Frankrike avled 882 och Karloman II 884. 